# Polystemonanthus dinklagei
Genre
Espèce
Classification phylogénétique
Polystemonanthus dinklagei est une espèce de plantes à fleurs dicotylédones de la famille des Fabaceae, sous-famille des Caesalpinioideae. C'est un arbre originaire d'Afrique occidentale. C'est l'unique espèce acceptée du genre Polystemonanthus (genre monotypique).

## Description
Ce sont des arbres pouvant atteindre 30 mètres de haut avec un tronc de 60 cm de diamètre, aux feuilles de 30 à 50 cm de long et aux fleurs assez grandes (environ 17 mm de long). 